# Werner Koczwara

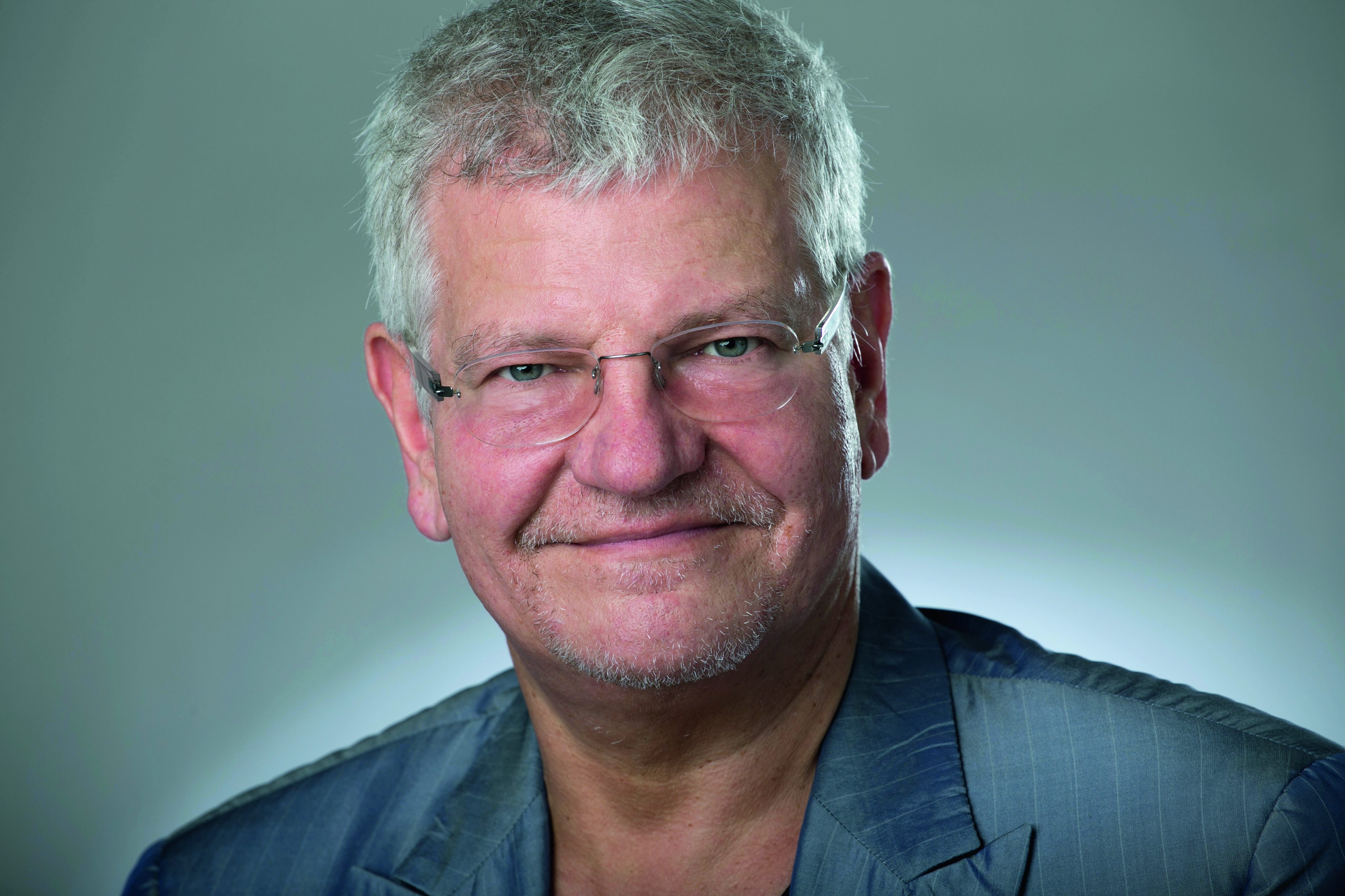
Werner Koczwara, 2014

Werner Koczwara (* 28. September 1957 in Schwäbisch Gmünd) ist ein deutscher Kabarettist.

## Werdegang
Nach dem Abitur 1977 studierte er „vier Tage“ Germanistik in Konstanz, 1978 zwei Semester Volkswirtschaft in Freiburg und 1979 bis 1985 Amerikanistik, Politik und Publizistik in München und Berlin. 1984 betrat er erstmals die Satirelandschaft beim SFB mit einem kurzen Sketch und etablierte sich im Hörfunk. Ab 1986 wurde Werner Koczwara durch wiederholte Gastauftritte in Dieter Hildebrandts Scheibenwischer bei einem breiten Publikum bekannt und beliebt. Bald hatte er sich einen Namen als Satiriker gemacht. 1989 erhielt er den Kleinkunstpreis Salzburger Stier und wurde für die Hörfunksatire „Euradio“ (WDR) mit der Silbernen Rose von Montreux ausgezeichnet. 1991 erhielt Koczwara den Publikumspreis Garchinger Kleinkunstmaske. Im Jahr 2001 wurde er mit dem Ravensburger Kupferle ausgezeichnet. Im Jahr 2007 trat er in der Münchner Philharmonie im Gasteig beim Aschermittwoch der Kabarettisten auf. Koczwara war vielfach Gast in den Satiresendungen Ottis Schlachthof, Mitternachtsspitzen, „Freunde in der Mäulesmühle“ (SWR) und Spätschicht – Die Comedy Bühne. 2017 erhielt Koczwara den Kleinkunstpreis Baden-Württemberg.

## Programme und Auftritte
- 1986: Wegen des Textes „Verstrahlter Großvater“ schaltet sich der Bayerische Rundfunk aus dem „Scheibenwischer“ aus.
- 1988: Erstes Bühnenprogramm „Sterben für Fortgeschrittene“. – ARD-Kabarettpreis „Salzburger Stier“.
- 1991: Zweites Bühnenprogramm „Warum war Jesus nicht rechtsschutzversichert?“ – Hoch gelobte Justiz-Farce.
- 1994: Skandal-Programm „Wenn die Keuschheit im Bordell verpufft“. – Viele Leserbriefe, Bombendrohungen, Ärger so weit das Auge reicht.
- 1996: Chefautor für „Hallervordens Spott-Light“ bis März 2002 sowie für „Verstehen Sie Spaß?“.
- 1997: Bühnenprogramm „Es gibt Jahrhunderte, da bleibt man besser im Bett.“
- 9. Mai 2000: Premiere des neuen Bühnenprogramms „Am achten Tag schuf Gott den Rechtsanwalt.“ – Zahlreiche Publikumspreise.
- Ab Juni 2000: Autor für die „Harald-Schmidt-Show“
- 2002: Autor für „Wetten, dass..?“
- September 2003: Premiere des Bühnenprogramms „Tyrannosaurus Recht“.
- Januar 2005: Premiere: „Der wüstenrote Neandertaler oder wie aus Affen Bausparer wurden“.
- Mai 2005: Premiere des juristischen Best-of-Programms „Warum war Jesus nicht rechtsschutzversichert?!?“.
- März 2008: Premiere des Bühnenprogramms „Kabarett über alles. Außer Tiernahrung“.
- 2012: „Am achten Tag schuf Gott den Rechtsanwalt – Teil 2“
- 2015: „Einer flog übers Ordnungsamt“
- 2016: „Für eine Handvoll Trollinger“

## Justizkabarett
Unter dem Begriff „Justizkabarett“ wurde durch die Programme Koczwaras eine neue Sparte des Kabaretts geschaffen, die sich ausführlich mit den Irrwegen, Hintergründigkeiten und Absurditäten der Juristerei beschäftigt. Im Jahr 2013 veröffentlichte er dazu ein Buch mit dem Titel „Einer flog übers Ordnungsamt – Wahn und Witz in der Justiz“ im Heyne Verlag. Koczwara ist unter anderem im Bundesverfassungsgericht (2001), bei der Bundesanwaltschaft Karlsruhe (2015) sowie bei verschiedenen juristischen Kongressen aufgetreten.

## Veröffentlichungen
Bücher:
- Warum war Jesus nicht rechtsschutzversichert?! Eichborn Verlag, Frankfurt am Main 1992, ISBN 3-8218-1390-3.
- Es gibt Jahrhunderte, da bleibt man besser im Bett. Die wahre aber unglaubliche Geschichte des 20. Jahrhunderts. Eichborn Verlag, Frankfurt am Main 1998, ISBN 3-8218-3479-X.
- Italienisch für Touristen, die ihre Reisegruppe verloren haben. Knaur-Taschenbuch-Verlag, München 2009, ISBN 978-3-426-78275-0.
- Am achten Tag schuf Gott den Rechtsanwalt. Kunstmann Verlag, München 2010, ISBN 978-3-88897-651-3.
- Einer flog übers Ordnungsamt – Wahn und Witz in der Justiz Heyne Verlag, München 2013, ISBN 978-3-453-20051-7

Audio-CDs:
- 2CD-Set: Am achten Tag schuf Gott den Rechtsanwalt. con anima Verlag, Düsseldorf 2001, ISBN 3-931265-35-8.
- 2CD-Set: Tyrannosaurus Recht. con anima Verlag, Düsseldorf 2004, ISBN 3-931265-43-9.
- CD: Der wüstenrote Neandertaler. con anima Verlag, Düsseldorf 2006, ISBN 3-931265-60-9.
- 2CD-Set: Warum war Jesus nicht rechtsschutzversichert? con anima Verlag, Düsseldorf 2006, ISBN 3-931265-62-5.
- 2CD-Set: Kabarett über alles. Außer Tiernahrung. WARA Verlag u. a., Schwäbisch Gmünd u. a. 2009, ISBN 978-3-941428-05-8.
- 2CD-Set: Der wüstenrote Neandertaler. WARA Verlag u. a., Schwäbisch Gmünd u. a. 2009, ISBN 978-3-941428-04-1.
- CD: Am achten Tag schuf Gott den Rechtsanwalt Teil 2. Die nächste Instanz. Random House Audio 2012, ISBN 978-3-8371-1568-0.